# Världsmästerskapen i bordtennis 1955
Världsmästerskapen i bordtennis 1955 spelades i Utrecht under perioden 16-24 april 1955.

## Medaljörer

### Lag
| Disciplin            | Guld                                                             | Silver                                                                                       | Brons                                                                         |
| Herrarnas lagtävling | Japan Ichiro Ogimura Kichii Tamasu Toshiaki Tanaka Yoshio Tomita | Tjeckoslovakien Ivan Andreadis Ladislav Štípek Vaclav Tereba Bohumil Váňa Ludvik Vyhnanovsky | Ungern Laszlo Foldy József Kóczián Ferenc Sidó Jozsef Somogyi Kalman Szepesi  |
| Herrarnas lagtävling | Japan Ichiro Ogimura Kichii Tamasu Toshiaki Tanaka Yoshio Tomita | Tjeckoslovakien Ivan Andreadis Ladislav Štípek Vaclav Tereba Bohumil Váňa Ludvik Vyhnanovsky | England Richard Bergmann Brian Kennedy Johnny Leach Brian Merrett Alan Rhodes |
| Damernas lagtävling  | Rumänien Angelica Rozeanu Sari Szasz Ella Zeller                 | Japan Fujie Eguchi Shizuki Narahara Yoshiko Tanaka Kiiko Watanabe                            | England Ann Haydon Diane Rowe Rosalind Rowe Jean Winn                         |

### Individuellt
| Disciplin   | Guld                           | Silver                        | Brons                            |
| Herrsingel  | Toshiaki Tanaka                | Žarko Dolinar                 | Stephen Cafiero                  |
| Herrsingel  | Toshiaki Tanaka                | Žarko Dolinar                 | Ferenc Sidó                      |
| Damsingel   | Angelica Rozeanu               | Ermelinde Rumpler-Wertl       | Keiko Watanabe                   |
| Damsingel   | Angelica Rozeanu               | Ermelinde Rumpler-Wertl       | Éva Kóczián                      |
| Herrdubbel  | Ivan Andreadis Ladislav Štípek | Žarko Dolinar Vilim Harangozo | Ichiro Ogimura Yoshio Tomita     |
| Herrdubbel  | Ivan Andreadis Ladislav Štípek | Žarko Dolinar Vilim Harangozo | József Kóczián Ferenc Sidó       |
| Damdubbel   | Angelica Rozeanu Ella Zeller   | Diane Rowe Rosalind Rowe      | Shizuki Narahara Yoshiko Tanaka  |
| Damdubbel   | Angelica Rozeanu Ella Zeller   | Diane Rowe Rosalind Rowe      | Fujie Eguchi Kiiko Watanabe      |
| Mixeddubbel | Kalman Szepesi Éva Kóczián     | Aubrey Simons Helen Elliot    | Toshiaki Tanaka Shizuki Narahara |
| Mixeddubbel | Kalman Szepesi Éva Kóczián     | Aubrey Simons Helen Elliot    | Ladislav Štípek Eliska Krejcova  |

### Fotnoter
1. ↑  ”World Championships Results”. ITTF Museum. Arkiverad från originalet den 11 maj 2012. https://web.archive.org/web/20120511103023/http://www.ittf.com/museum/results/WorldChresults.html. Läst 7 april 2012.
2. ↑  ”ITTF Statistics”. ittf.com. Arkiverad från originalet den 4 mars 2016. https://web.archive.org/web/20160304203457/http://www.ittf.com/ittf_stats/All_events4.asp?Competition_ID=25. Läst 7 april 2012.